# Plataforma Logística de Valença
A Plataforma Logística de Valença é uma plataforma multimodal que se encontra inserida no programa Portugal logístico. Esta é servida por uma rede de transportes rodoviários e ferroviários e foi criada de modo a dar apoio a região norte de Portugal e ao sul da Galiza. Tem como objectivo alargar o hinterland do porto de Leixões a toda a região nordeste da Península Ibérica, potenciar a economia do Minho, visto que atrai investimento português a espanhol dinamizando a produção local e optimiza a distribuição da mercadoria. Esta plataforma reorganiza também os fluxos e tráfegos da região através do potenciamento do transporte ferroviário.
Esta plataforma logística encontra-se focalizada para um mercado de 2,4 milhões de habitantes, sendo que 1,3 milhões são espanhóis, 15 por cento do PIB nacional industrial e 3 por cento do PIB industrial espanhol. Ocupa uma área de 48 ha e pode ser expandida em mais 26 ha. Teve um investimento de 71 milhões de euros sendo que 5 milhões foram investidos em acessos (Portugal, 2006, p.17).

## Principais funcionalidades
As principais funcionalidades desta plataforma são (Portugal, 2006, p.17):
- Área logística multifunções
- Área logística especializada
- Área logística de transformação
- Terminal intermodal ferro-rodoviário
- Terminal intermodal ferro-ferroviário
- Serviços de apoio a empresas e veículos

## Vias de acesso
Esta plataforma logística tem como acessos (Portugal, 2006, p.17):
- O itinerário principal IP1 com acesso a auto-estrada A3
- O itinerário complementar IC1
- As estradas nacionais N13 e N101
- A linha do Norte

## Referência
- PORTUGAL. Ministério das Obras Públicas, Transporte e Comunicações. Gabinete da Secretaria de Estado dos Transportes – Portugal logístico. [em linha]. Lisboa: Gabinete da Secretaria de Estado dos Transportes, 2007. [Consult. 27 Maio 2008]. Disponível em WWW:<URL:http://www.moptc.pt/tempfiles/20060512151026moptc.ppt>.